# Agostino
Agostino é um filme italiano de 1962, do gênero drama, dirigido por Mauro Bolognini. As filmagens ocorreram nas cidades de  Roma e Veneza.
O filme é baseado em um romance homônimo de sucesso, de autoria de Alberto Moravia, que tinha colaborado com Bolognini em seu filme anterior, La giornata balorda.

## Elenco
- Ingrid Thulin - mãe de Agostino
- Paolo Colombo - Agostino
- John Saxon - Renzo
- Mario Bartoletti - Saro